# Strongylopus grayii
Espèce
Synonymes
- Rana grayii Smith, 1849
- Rana grayi var. dorsalis Werner, 1910

Statut de conservation UICN

 LC  : Préoccupation mineure
Strongylopus grayii est une espèce d'amphibiens de la famille des Pyxicephalidae.

## Répartition
Cette espèce est endémique du Sud de l'Afrique. Elle se rencontre jusqu'à 1 800 m d'altitude en Afrique du Sud, au Lesotho et au Swaziland, dans le sud du Botswana et dans le sud de la Namibie. Elle a été introduite sur l'île Sainte-Hélène.

## Étymologie
Cette espèce est nommée en l'honneur de John Edward Gray.

## Publication originale
- Smith, 1849 : Illustrations of the zoology of South Africa, consisting chiefly of figures and descriptions of the objects of natural history collected during an expedition into the interior of South Africa, in the years 1834, 1835, and 1836; fitted out by "The Cape of Good Hope Association for Exploring Central Africa" : together with a summary of African zoology, and an inquiry into the geographical ranges of species in that quarter of the globe, vol. 3, no 28.